# جورج مک‌کری
جورج مک‌کری (انگلیسی: George McCrae؛ زادهٔ ۱۹ اکتبر ۱۹۴۴) یک موسیقی‌دان اهل ایالات متحده آمریکا است.